# Литјенхолм
Литјенхолм (њем. Lütjenholm) општина је у њемачкој савезној држави Шлезвиг-Холштајн. Једно је од 132 општинска средишта округа Нордфризланд. Према процјени из 2010. у општини је живјело 318 становника. Посједује регионалну шифру (AGS) 1054080.

## Географски и демографски подаци
Литјенхолм се налази у савезној држави Шлезвиг-Холштајн у округу Нордфризланд. Општина се налази на надморској висини од 4 метра. Површина општине износи 10,7 km². У самом мјесту је, према процјени из 2010. године, живјело 318 становника. Просјечна густина становништва износи 30 становника/km².